# سيلفيو غاراي
سيلفيو غاراي (بالإسبانية: Silvio Garay)‏ هو لاعب كرة قدم باراغواياني في مركز الوسط، ولد في 20 سبتمبر 1973 في أسونسيون في باراغواي. شارك مع منتخب باراغواي لكرة القدم. أما مع النوادي، فقد لعب مع ديبورتيس توليما وسيرو بورتينيو.

## وصلات خارجية
- سيلفيو غاراي على موقع قاعدة بيانات كرة القدم.إي يو (الإنجليزية)
- سيلفيو غاراي على موقع ناشيونال فوتبول تيمز (الإنجليزية)